# Cerebratulus multiporatus
Cerebratulus multiporatus är en djurart som tillhör fylumet slemmaskar, och som beskrevs av Punnett och Cooper 1909. Cerebratulus multiporatus ingår i släktet fläsknemertiner, och familjen Cerebratulidae. Inga underarter finns listade i Catalogue of Life.